# Fon (góry)

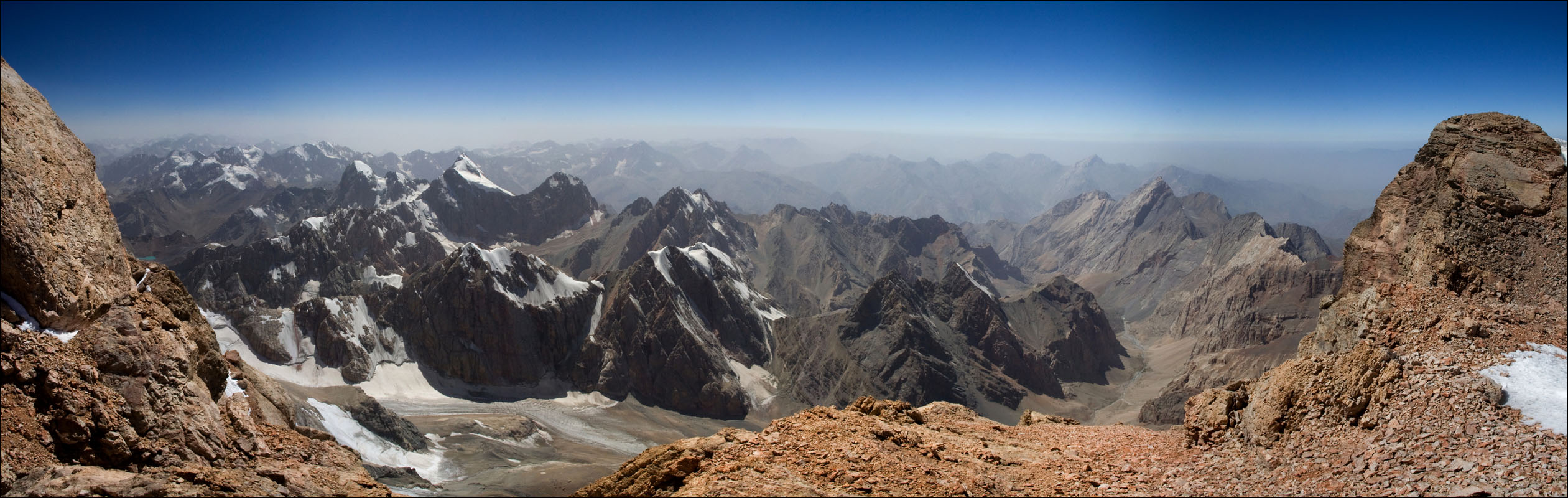
Widok z Czimtargi

Fon (tadż. Фон; ros. Фанские горы, Fanskije gory) – góry w północno-zachodnim Tadżykistanie, najbardziej wyniesiona część Gór Zarafszańskich. Leżą na zachód od rzeki Fondarjo. Najwyższy szczyt, Czimtarga, osiąga wysokość 5489 m n.p.m. Góry zbudowane są głównie z paleozoicznych wapieni. Występują lodowce górskie, jeziora wysokogórskie (m.in. Iskandarkul i Kulikalon) oraz wąskie i głębokie doliny utworzone przez rzeki dorzecza Zarafszanu. Dolne partie porośnięte topolami, klonami, brzozami, drzewami owocowymi, głogami i innymi roślinami; do wysokości 3000 m n.p.m. występuje jałowiec. Obszar turystyczny.